# Villa Stock (Dresden)

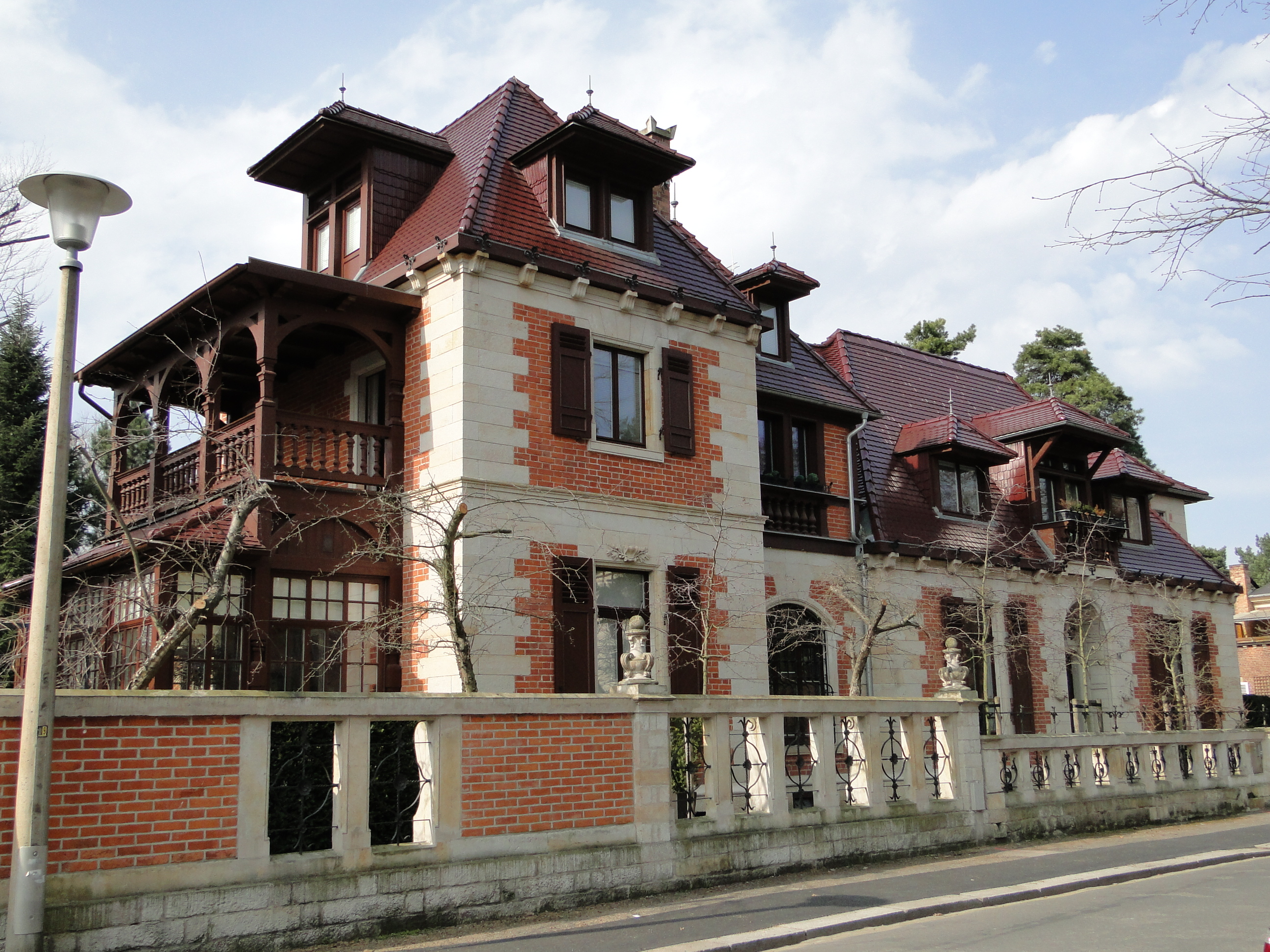
Villa Stock (2012)

Die Villa Stock ist ein großbürgerliches Wohnhaus in Dresden-Blasewitz, Händelallee 14/16 (früher Marschallstraße). Sie wurde 1870 im Stil der Neorenaissance erbaut und steht unter Denkmalschutz.

## Geschichte und Baubeschreibung
Die Villa Stock wurde 1870 als Landhaus für Franz Albert Stock am Rand des Blasewitzer Waldparks errichtet. Im Jahr 1880 wurden die Familien Kraft und Lohse als neue Eigentümer ins Grundbuch eingetragen. Im Jahr 1944 bewohnten ein Ökonomierat und ein Apotheker die Villenhälften mit den Hausnummern 14 und 16. Heute wird die Villa von einer Partei genutzt.
Die Villa entstand zu einer Zeit, in der die Gegend noch kein Villenviertel war. Von den umliegenden, repräsentativen Großvillen (z. B. an der Goetheallee) unterscheidet sich das Gebäude daher in Form und Abmessungen.
Im Wohnhaus vermischen sich Anklänge an die französische Renaissance – das hohe Walmdach, die Fensterformen und Gesimse lehnen sich daran an – und an die Baukunst der Niederlande, der zum Beispiel die Ausführung in rotem Klinker mit Eckquaderung und Sockel in Sandstein entlehnt ist.
Das Haus wurde zunächst eingeschossig errichtet. Das Souterrain war als Wirtschaftsbereich angelegt. Es schließt sich das dreiachsige Hauptgeschoss und ein ausgebautes Dachgeschoss an; letzteres kann nur über einen Treppenturm erreicht werden. Vor 1878 wurde die Villa Stock um einen zweigeschossigen Anbau ergänzt, der stilistisch dem Hauptgebäude gleicht. Hauptgebäude und Anbau sind über einen Flügel miteinander verbunden. An der Südseite des Anbaus liegt eine hölzerne Veranda.